# Eugen Wagner (Kreisrat)
Eugen Karl Franz Maria Wagner (* 19. Januar 1865 in New York City; † 15. Februar 1939 in Darmstadt) war Kreisrat und Ministerialbeamter im Großherzogtum und im Volksstaat Hessen.

## Familie, Privates
Seine Eltern waren der Kaufmann Franz Wagner und dessen Frau, Katharina Christina, geborene Jäger. Eugen Wagner heiratete 1896 Anna Maria Jakobina Riel (* 1873).

## Karriere
Eugen Wagner schloss ein Studium der Rechtswissenschaft mit der Promotion zum Dr. jur. ab, wurde 1891 Regierungsassessor und 1895 Sekretär im Ministerium des Innern. 1898 wurde er als Amtmann zum Kreis Friedberg versetzt, 1902 war er als Regierungsrat und „ständiger Hilfsarbeiter“ in der Abteilung für Landwirtschaft, Handel und Gewerbe zurück im Innenministerium. 1903 wurde er Regierungsrat (und Vortragender Rat), 1903 Oberregierungsrat. 1911 erhielt er die Stelle des Kreisrats des Kreises Dieburg. 1916 oder 1917 wechselte er als Ministerialrat wieder ins Innenministerium, nach der Novemberrevolution dann im Volksstaat Hessen ins Ministerium für Arbeit und Wirtschaft. 1927 wurde er pensioniert.

## Weitere Engagements
- 1902–1906 stellvertretendes ständiges Mitglied des Landesversicherungsamts
- 1906–1911 ständiges Mitglied des Landesversicherungsamts im Nebenamt[1]
- 1903–1905 war Eugen Wagner zur Weltausstellung 1904 in St. Louis beurlaubt.[1]

## Ehrungen
- 1905 Preußischer Roter Adlerorden III. Klasse[1]
- 1905 Ritterkreuz I. Klasse des Verdienstordens Philipps des Großmütigen[1]
- 1906 Kommandeurkreuz II. Klasse des Schwedischen Wasaordens[1]
- 1908 Goldene Verdienstmedaille für Gewerbe- und Landwirtschaft[1]
- 1910 Geheimer Oberregierungsrat[1]